# Hamars
Hamars is een plaats en voormalige gemeente in het Franse departement Calvados in de regio Normandië en maakt deel uit van het arrondissement Caen. De gemeente telde 465 inwoners op 1 januari 2018.

## Geschiedenis
De gemeente is op 1 januari 2016 gefuseerd met de gemeenten Caumont-sur-Orne, Curcy-sur-Orne, Saint-Martin-de-Sallen en Thury-Harcourt tot de gemeente Le Hom, die sinds 2022 Thury-Harcourt-le-Hom heet.

## Geografie
De oppervlakte van Hamars bedraagt 9,44 vierkante kilometer; Op 1 januari 2018 was de bevolkingsdichtheid 49,3 inwoners per km².
De onderstaande kaart toont de ligging van Hamars met de belangrijkste infrastructuur en aangrenzende gemeenten.

## Demografie
Onderstaande figuur toont het verloop van het inwonertal.
Vanwege een beveiligingsprobleem met de MediaWiki Graph-software is het momenteel niet mogelijk deze grafiek weer te geven. Zodra de software is bijgewerkt zal de grafiek vanzelf weer zichtbaar worden.
Caumont-sur-Orne · Curcy-sur-Orne · Hamars · Saint-Martin-de-Sallen · Thury-Harcourt